# لويد باتلر (مجدف)
لويد باتلر (بالإنجليزية: Lloyd Butler)‏ هو مجدف أمريكي، ولد في 11 نوفمبر 1924 في سباركس في الولايات المتحدة، وتوفي في 19 مايو 1991 في ميسا في الولايات المتحدة.

## وصلات خارجية
- لويد باتلر على موقع الاتحاد الدولي للتجديف (الإنجليزية)
- لويد باتلر على موقع اللجنة الأولمبية الدولية (الإنجليزية)
- لويد باتلر على موقع أوليمبيديا (الإنجليزية)